# Primal Scream (band)
Primal Scream is een Schotse alternatieve-rockband.
Bobby Gillespie (zang) drumde bij The Jesus and Mary Chain toen hij in 1982 met Jim Beattie (gitaar) de band Primal Scream oprichtte. In de jaren 1982-1984 trad de band al wel op, maar ze bereikten pas succes toen Gillespie The Jesus and Mary Chain verliet. De band speelde een sleutelrol in de indiepopscene van de jaren tachtig. Hun muziek kenmerkte zich in het begin door het rinkelende (of jangly) geluid en in de loop der tijd werden ze beïnvloed door achtereenvolgens psychedelische muziek, garagerock en dance. In 1991 brak Primal Scream met het album Screamadelica door en werd de band een mainstream-act.

## Discografie

### Albums
| Single met hitnotering(en) in de Vlaamse Ultratop 50 | Datum van verschijnen | Datum van binnenkomst | Hoogste positie | Aantal weken | Opmerkingen |
| ---------------------------------------------------- | --------------------- | --------------------- | --------------- | ------------ | ----------- |
| More light                                           | 2013                  | 25-05-2013            | 62              | 1*           |             |